# Sport Club Sint Hubert
Le SC St.Hubert est un club de football féminin néerlandais situé à Sint Hubert.

## Palmarès
- Championnat des Pays-Bas (1) : 1978